# Mandy Webster
Mandy Webster is een personage uit CSI: Crime Scene Investigation gespeeld door Sheeri Rapport.

## Biografie
Mandy Webster is een terugkerend personage uit CSI: Crime Scene Investigation. Ze verscheen voor het eerst in het eerste seizoen in de aflevering "Anonymous". Haar snelle tong en geestige opmerkingen dienen vaak als komische noot in de serie. Mandy liet CSI'er Nick Stokes een serenade voor haar zingen voor de resultaten van een onderzoek in het zevende seizoen, de aflevering "Happenstance". In de aflevering "Lab Rats" bespot Mandy collega-laborant David Hodges' poging om met de labtechnici de zaak van de Miniature Killer te onderzoeken. Hodges geeft haar de bijnaam "Miss aanfluiting" (Miss Mockery).
Mandy's opmerkingen over haar liefdesleven worden ook gebruikt als komische noot.